# 이닝

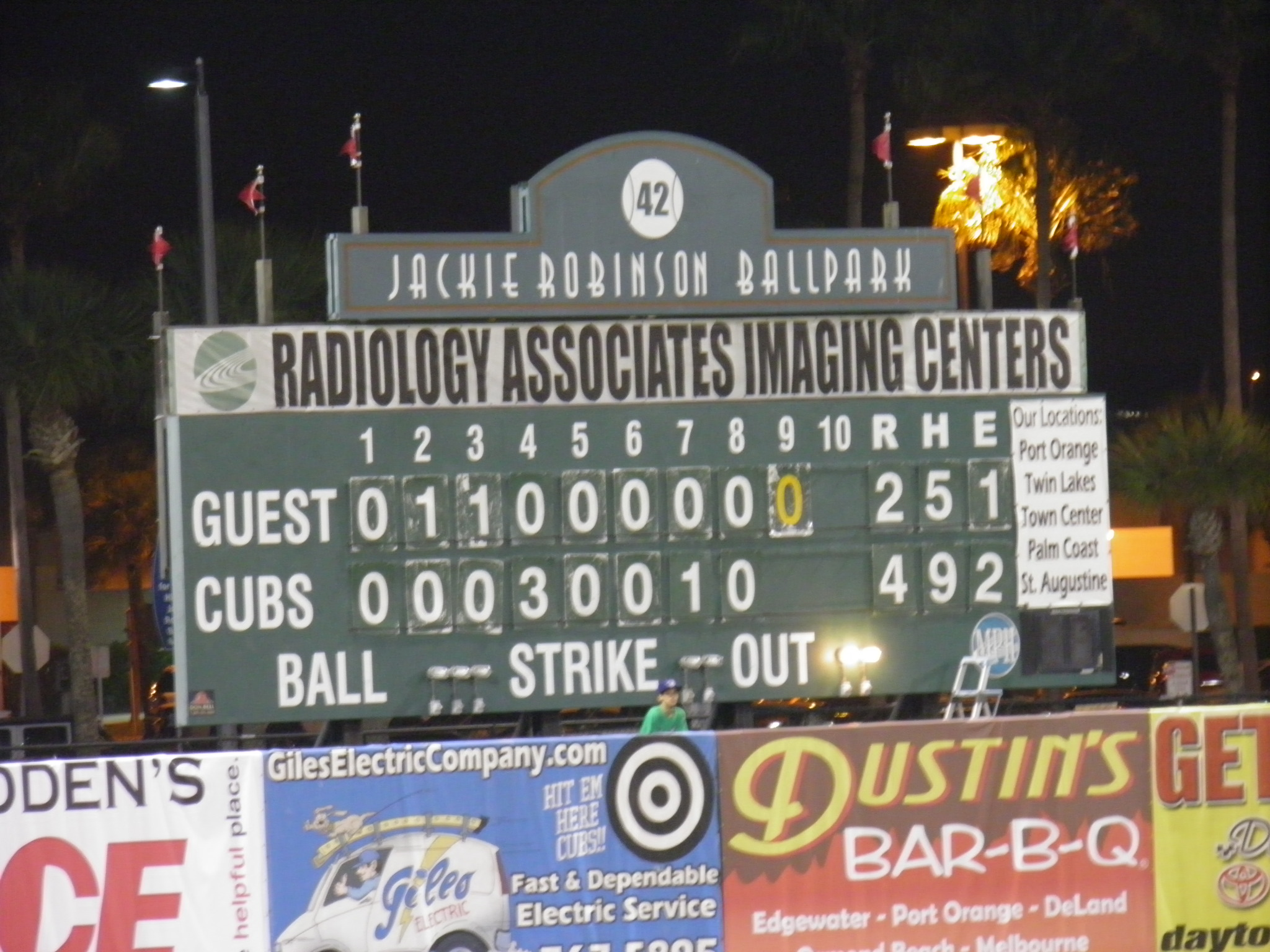
야구 스코어보드

야구, 소프트볼, 그리고 유사한 경기에서 이닝(inning)은 기본 경기 단위로, 두 개의 절반 또는 프레임으로 구성되며, "탑"(전반부)과 "바텀"(후반부)이 있다. 각 절반에서 한 팀이 아웃이 세 번 나올 때까지 타격하고, 다른 팀은 수비를 한다. 일반적인 야구 경기는 9이닝으로 예정되어 있으며, 소프트볼 경기는 7이닝으로 구성되지만, 날씨로 인해 단축되거나 예정된 이닝이 끝난 후 점수가 동점일 경우 연장될 수 있다. 야구와 소프트볼에서 이닝이라는 용어의 사용은 크리켓과 라운더스와 대조되는데, 이들 경기에서는 단수와 복수 모두 이닝스라는 용어를 사용한다.

## 경기 진행
각 하프 이닝은 심판이 "플레이" 또는 "플레이 볼"을 선언할 때 공식적으로 시작된다. 전체 이닝은 각 팀당 3개씩, 총 6개의 아웃으로 구성되며, 메이저 리그 베이스볼과 대부분의 다른 성인 리그에서는 정규 경기가 9이닝으로 이루어진다. 원정팀은 하프 이닝의 전반부인 이닝의 탑에서 타격하는데, 이는 야구 라인 스코어에서 원정팀이 상단에 위치한 데서 유래한다. 홈팀의 하프 이닝은 이닝의 바텀이며, 하프 이닝 사이의 휴식은 이닝의 미들이다. 최종 예정 이닝의 탑 하프 이후 홈팀이 앞서거나, 최종 예정 이닝의 바텀에서 점수를 얻어 리드를 잡으면, 경기는 즉시 홈팀의 승리로 종료된다.
대부분의 리그에서 최종 예정 이닝 이후 점수가 동점인 경우, 한 팀이 다른 팀보다 앞서는 이닝이 끝날 때까지 경기는 연장 이닝으로 진행된다. 그러나 일본 야구에서는 12이닝(또는 일본 야구 기구의 포스트시즌 경기에서는 15이닝) 이후 동점일 경우 경기가 종료된다. 2011년과 2012년 일본 야구 기구 시즌에는 정규 시즌 경기가 3시간 30분 시간 제한에 도달하고 양 팀이 동점인 경우에도 경기가 종료되었다. 9회와 마찬가지로, 홈팀이 연장 이닝에서 점수를 얻어 리드를 잡으면 자동으로 승리하며, 아웃 수에 관계없이 해당 이닝(및 경기)은 그 순간에 완료된 것으로 간주된다. 이는 마지막 플레이로 인해 경기가 끝나 팀들이 경기장을 떠나기 때문에 일반적으로 "끝내기" 상황이라고 불린다. 그러나 원정팀은 연장 이닝에서 결승점을 얻어 "끝내기" 승리를 얻을 수 없는데, 이는 아이스하키에서 연장전에서 먼저 득점하는 팀(홈 또는 원정)이 자동으로 승리하는 것과는 대조적이다.
야구 경기는 비(또는 기타 악천후)로 인해 중단될 경우 예정된 이닝보다 짧을 수 있다. 이러한 경기는 레인아웃이라고 불리며, 종종 레인 딜레이(심판이 날씨가 경기를 계속할 수 있는지 판단하려고 시도하는 경기 중단)가 선행된다. 만약 그렇다면, 경기는 비가 멈출 때까지 지연되었다가 다시 재개될 것이다. 만약 그렇지 않다면, 심판은 레인아웃을 발표하고 경기는 그날 중단될 것이다. 경기는 나중에 전체적으로 다시 치러질 수 있지만, 특정 상황에서는 비로 인해 단축된 경기가 공식 경기로 인정될 수 있으며, 경기가 중단될 때 앞서고 있던 팀에게 승리가 주어진다.
프로 야구 경기와 대학 야구 경기는 9이닝으로 예정되어 있다. 소프트볼 경기와 고등학교 야구 경기는 7이닝으로 예정되어 있으며, 일부 마이너 리그 야구 더블헤더도 마찬가지이다. 메이저리그 더블헤더는 2020년과 2021년 시즌 동안 COVID 팬데믹으로 인해 7이닝 경기로 예정되었지만, 2022년에는 9이닝으로 돌아왔다. 대학 경기는 한 팀의 점수가 최소 10점 차로 앞서거나 더블헤더의 일부로 7이닝으로 단축될 수 있다. 리틀 리그 경기는 6이닝으로 예정되어 있으며, 한 팀이 압도적인 점수 차로 앞설 경우 추가로 단축될 수 있다(자동 몰수패).

## 용어
하프 이닝을 끝내는 것을 "타자들을 처리하다"라고 한다. 모든 타자가 베이스를 밟지 않고 아웃되는 하프 이닝은 "원투쓰리 이닝"이라고 불린다. 투수가 경기에 머무는 이닝 수는 투구 이닝 통계로 측정된다.
미국 영어에서는 긴장된 상황에서 야구 용어가 비스포츠 용도로 사용되기도 한다. "It's the bottom of the ninth [inning]" (때로는 "투 아웃"이 추가되기도 함)은 "상황을 반전시킬 시간이 얼마 남지 않았다"는 의미이다.

## 같이 보기
- 투구 이닝